# Vysšaja Liga 1982-1983 (pallacanestro)
La Vysšaja Liga 1982-1983 è stata la 49ª edizione del massimo campionato sovietico di pallacanestro maschile. La vittoria finale è stata appannaggio del CSKA Mosca.

## Prima fase

### Gruppo 1
|  |    | Squadra             | G  | V  | P  | Pt |
|  | -- | ------------------- | -- | -- | -- | -- |
|  | 1. | Žalgiris Kaunas     | 12 | 10 | 2  | 22 |
|  | 2. | CSKA Mosca          | 12 | 9  | 3  | 21 |
|  | 3. | RTI Minsk           | 12 | 7  | 5  | 19 |
|  | 4. | Spartak Leningrado  | 12 | 7  | 5  | 19 |
|  | 5. | Universitet Taškent | 12 | 4  | 8  | 16 |
|  | 6. | Statyba Vilnius     | 12 | 3  | 9  | 15 |
|  | 7. | Stroitel' Kujbyšev  | 12 | 2  | 10 | 14 |

### Gruppo 2
|  |    | Squadra        | G  | V  | P  | Pt |
|  | -- | -------------- | -- | -- | -- | -- |
|  | 1. | Dinamo Mosca   | 12 | 11 | 1  | 23 |
|  | 2. | Stroitel Kiev  | 12 | 9  | 3  | 21 |
|  | 3. | Dinamo Tbilisi | 12 | 6  | 6  | 18 |
|  | 4. | VEF Rīga       | 12 | 6  | 6  | 18 |
|  | 5. | SKA Kiev       | 12 | 5  | 7  | 17 |
|  | 6. | Kalev Tallin   | 12 | 4  | 8  | 16 |
|  | 7. | Almaz Mosca    | 12 | 1  | 11 | 13 |

## Seconda fase

### Poule qualificazione
|  |    | Squadra            | G  | V  | P  | PF   | PS   | PF/PS | Pt |
|  | -- | ------------------ | -- | -- | -- | ---- | ---- | ----- | -- |
|  | 1. | Žalgiris Kaunas    | 34 | 27 | 7  | 3384 | 3018 | +366  | 61 |
|  | 2. | CSKA Mosca         | 34 | 27 | 7  | 3307 | 2728 | +579  | 61 |
|  | 3. | Dinamo Mosca       | 34 | 23 | 11 | 3268 | 3014 | +254  | 57 |
|  | 4. | Stroitel Kiev      | 34 | 21 | 13 | 2890 | 2813 | +77   | 55 |
|  | 5. | RTI Minsk          | 34 | 18 | 16 | 3049 | 2943 | +106  | 52 |
|  | 6. | Spartak Leningrado | 34 | 18 | 16 | 2781 | 2726 | +55   | 52 |
|  | 7. | VEF Rīga           | 34 | 12 | 22 | 2768 | 3098 | -330  | 46 |
|  | 8. | Dinamo Tbilisi     | 34 | 8  | 26 | 2712 | 3317 | -605  | 42 |

### Poule retrocessione
|  |    | Squadra             | G  | V | P  | Pt |
|  | -- | ------------------- | -- | - | -- | -- |
|  | 1. | Universitet Taškent | 18 | 9 | 9  | 27 |
|  | 2. | SKA Kiev            | 18 | 8 | 10 | 26 |
|  | 3. | Statyba Vilnius     | 18 | 8 | 10 | 26 |
|  | 4. | Stroitel' Kujbyšev  | 18 | 7 | 11 | 25 |
|  | 5. | Kalev Tallin        | 18 | 4 | 14 | 22 |
|  | 6. | Almaz Mosca         | 18 | 1 | 17 | 19 |

## Play-off

### Finale
|  | Finale |                 |    |    |    |  |
|  |        |                 |    |    |    |  |
|  | 1      | Žalgiris Kaunas | 83 | 76 | 77 |  |
|  | 2      | CSKA Mosca      | 80 | 89 | 79 |  |

### Finale 3º posto
|  | Finale |               |               |    |    |  |
|  |        |               |               |    |    |  |
|  | 3      | Dinamo Mosca  | Dinamo Mosca  | 86 | 80 |  |
|  | 4      | Stroitet Kiev | Stroitet Kiev | 91 | 84 |  |

## Play-out
|  |    | Squadra             | G  | V  | P  | PF   | PS   | PF/PS | Pt |
|  | -- | ------------------- | -- | -- | -- | ---- | ---- | ----- | -- |
|  | 1. | Universitet Taškent | 36 | 22 | 14 | 3296 | 3259 | +37   | 58 |
|  | 2. | Statyba Vilnius     | 36 | 17 | 19 | 3349 | 3403 | -54   | 53 |
|  | 3. | Stroitel' Kujbyšev  | 36 | 14 | 22 | 3324 | 3361 | -37   | 50 |
|  | 4. | SKA Kiev            | 36 | 14 | 22 | 3062 | 3156 | -94   | 50 |

## Squadra vincitrice
|  | Naz.                        | Ruolo | Sportivo           | Anno | Alt. |  |  |
|  | --------------------------- | ----- | ------------------ | ---- | ---- |  |  |
|  | Unione Sovietica (bandiera) | P     | Sergej Bazarevič   | 1965 | 191  |  |  |
|  | Unione Sovietica (bandiera) | P     | Stanislav Erëmin   | 1951 | 181  |  |  |
|  | Unione Sovietica (bandiera) | AP    | Aleksandr Gusev    | 1958 | 197  |  |  |
|  | Unione Sovietica (bandiera) |       | Viktor Kuz'min     |      |      |  |  |
|  | Unione Sovietica (bandiera) | AG    | Andrej Lopatov     | 1957 | 205  |  |  |
|  | Unione Sovietica (bandiera) |       | Aleksandr Lyndin   |      |      |  |  |
|  | Unione Sovietica (bandiera) |       | Aleksandr Meleškin | 1958 |      |  |  |
|  | Unione Sovietica (bandiera) | AG    | Anatolij Myškin    | 1954 | 205  |  |  |
|  | Unione Sovietica (bandiera) | C     | Viktor Pankraškin  | 1957 | 220  |  |  |
|  | Unione Sovietica (bandiera) |       | Sergej Popov       |      |      |  |  |
|  | Unione Sovietica (bandiera) | C     | Dmitrij Sucharev   | 1960 | 208  |  |  |
|  | Unione Sovietica (bandiera) | AG    | Sergej Tarakanov   | 1958 | 203  |  |  |
|  | Unione Sovietica (bandiera) | C     | Volodymyr Tkačenko | 1957 | 220  |  |  |
|  | Unione Sovietica (bandiera) | ALL   | Jurij Selichov     |      |      |  |  |